# Шан-Чи и легендата за десетте пръстена
„Шан-Чи и легендата за десетте пръстена“ (на английски: Shang-Chi and the Legend of the Ten Rings) е американско фентъзи от 2021 г. за едноименния персонаж на Марвел Комикс. Режисьор е Дестин Даниел Кретън, а сценарист е Дейвид Калахам. Това е 25-ият филм в киновселената на Марвел.
Премиерата в САЩ е на 3 септември 2021 г.

## Актьорски състав
| Актьор            | Роля                           |
| ----------------- | ------------------------------ |
| Симу Лиу          | Су Шан-Чи                      |
| Тони Люнг         | Су Уенву / Мандаринът          |
| Аукуафина         | Кати                           |
| Менг'ер Жанг      | Су Дзиалин                     |
| Фала Чен          | Йин Ли                         |
| Мишел Йео         | Йин Нан                        |
| Бен Кингсли       | Тревър Слатъри                 |
| Дий Брадли Бейкър | Морис                          |
| Флориан Монтеану  | Острият юмрук                  |
| Рони Чиенг        | Джон Джон                      |
| Бенедикт Уонг     | Уонг                           |
| Тим Рот           | Емил Блонски / Отвращението    |
| Марк Ръфало       | Брус Банър / Хълк              |
| Бри Ларсън        | Керъл Денвърс / Капитан Марвел |